# ディーンドライブ
ディーンドライブ(Dean drive, Dean Drive) は、アメリカ合衆国のノーマン・L・ディーン (Norman L. Dean) が発明したと主張した反重力装置。
それぞれ逆方向に回転する2つの重心の偏った重りによって上下の振動を発生させ、それに少し遅れて同期振動する重りを組み合わせることで装置の重さを相殺する。回転力を一方向への直進力へ変化させるため、起動すると重力に逆らって自分自身を上に押し上げていくとされる。
ディーンによれば、ディーンドライブは作用反作用の法則を破って動作し、宇宙船などの無反動推進として応用が可能だとされる。物理学の基本法則を破ることと、客観的な検証がされていないことから、物理学・科学技術の主流からは否定されている。
ディーンはディーンドライブに関して2つのアメリカ特許を取得している。ただしそれらは、ディーンが製作しデモンストレーションに使ったものとは異なる装置である。
ディーンドライブをはじめて大きく扱ったのは、1950年代と1960年代にパルプマガジン「アスタウンディング・サイエンス・フィクション」誌にて編集長ジョン・W・キャンベルが掲載したコラムである。キャンベルはそのころさまざまな疑似科学に傾倒しており、ディーンドライブも肯定的にとらえていた。
ディーンドライブは、UFO研究家により、しばしばUFOの飛行原理とされる。